# Mmen (langue)
Pour les articles homonymes, voir Mmen.
Le mmen (ou bafmen, bafmeng, bafoumeng, bafumen, mme) est une langue bantoïde des Grassfields du groupe Ring parlée dans le Nord-Ouest du Cameroun, dans le département du  Menchum, dans l'arrondissement de Wum le long de la route de Fundong, au nord-ouest de cette localité. 
Le nombre de locuteurs était estimé à 35 000 en 2001. 

## Écriture
| a | ch | e | ɛ | ə | f | gh | i | ɨ | k | kp | l | m | mb | mbv | n | n | ndz | ng | nj | ny | ŋ | o | ɔ | p | pf | s | sh | t | ts | u | v | w | y | z | zh | ʼ |

Les tons sont indiqués avec l’accent grave pour le ton bas, l’accent circonflexe pour le ton descendant, le caron pour le ton montant.